# Спецано Албанезе (Козенца)
Спецано Албанезе (итал. Spezzano Albanese) је насеље у Италији у округу Козенца, региону Калабрија.
Према процени из 2011. у насељу је живело 6525 становника. Насеље се налази на надморској висини од 347 м.

## Становништво
Према резултатима пописа становништва 2011. у општини је живело 7.157 становника.
| 1931. | 1936. | 1951. | 1961. | 1971. | 1981. | 1991. | 2001. | 2011. |
| ----- | ----- | ----- | ----- | ----- | ----- | ----- | ----- | ----- |
| 4.449 | 4.904 | 5.923 | 6.279 | 6.421 | 7.098 | 7.621 | 7.036 | 7.157 |